# Банат (футбольний клуб)
Футбольний клуб Банат або просто Банат (серб. Фудбалски клуб Банат Зрењанин) — професійний сербський футбольний клуб з міста Зренянин. Зараз команда виступає в Сербській лізі Воєводина.

## Історія
Клуб було створено в 2006 році шляхом злиття «Будучності» (Банатський Двор) та «Пролетаря» (Зренянин), домашні матчі клуб грає на стадіоні «Караджорджес Парк», домашній арені колишнього зренянського клубу.

## Склад команди
| №  | Поз. | Нац.       | Гравець            |
| -- | ---- | ---------- | ------------------ |
| 1  | ВР   | Сербія     | Боян Тривуович     |
| 2  | ЗХ   | Сербія     | Бобан Ценич        |
| 3  | ЗХ   | Чорногорія | Гойко Жижич        |
| 4  | ЗХ   | Сербія     | Мілош Стоїчич      |
| 5  | ЗХ   | Сербія     | Урош Янкович       |
| 6  | ЗХ   | Сербія     | Нікола Анджелкович |
| 7  | ПЗ   | Сербія     | Далібор Янжанин    |
| 8  | ПЗ   | Сербія     | Боян Тошков        |
| 9  | ПЗ   | Сербія     | Стефа Ташич        |
| 10 | НП   | Сербія     | Павле Делибашич    |
| 11 | НП   | Сербія     | Роберт Бакош       |
| 12 | ВР   | Сербія     | Нікола Чрнобрня    |
| 13 | ПЗ   | Сербія     | Любо Костич        |
| 14 | ПЗ   | Сербія     | Марко Вукович      |

| №   | Поз. | Нац.   | Гравець               |
| --- | ---- | ------ | --------------------- |
| 16  | ПЗ   | Сербія | Неделько Шаренац      |
| 17  | ПЗ   | Сербія | Срджан Радославлєвич  |
| 18  | НП   | Сербія | Нікола Богич          |
| 19  | ПЗ   | Сербія | Саша Країнович        |
| 20  | ПЗ   | Сербія | Неманья Стошкович     |
| 22  | ПЗ   | Сербія | Предраг Радославлєвич |
| 23  | ЗХ   | Сербія | Душан Михайлович      |
| 24  | ПЗ   | Сербія | Мілан Грняк           |
| 25  | ПЗ   | Сербія | Синиша Раткович       |
| 26  | ПЗ   | Сербія | Роберт Киш            |
| 27  | ПЗ   | Сербія | Йован Козич           |
| 30  | ПЗ   | Сербія | Владимир Самарджич    |
| TBA | ПЗ   | Сербія | Неманья Бошкович      |

## Відомі гравці
| - Срджан Баляк - Александар Чаврич - Жарко Караматич - Деян Османович - Деян Раденович - Дарко Тешович - Зоран Тошич - Марко Зорич - Саша Зорич | - Ненад Мишкович - Мілан Сречо - Іссуф Кампаоре - Марсель Метуа - Борче Маневський - Мілан Стояновський - Петар Касом - Філіп Стойкович - Горан Вуйович |

## Відомі тренери
| \| Роки \| Ім'я \| \| --------- \| ------------------- \| \| 2006-2007 \| Нікола Ракоєвич \| \| 2007 \| Петар Курчубич \| \| 2007-2008 \| Жарко Сольдо \| \| 2008 \| Любинко Друлович \| \| 2008 \| Владимир Стевич \| \| 2008 \| Саша Ніколич \| \| 2008-2009 \| Момчило Райчевич \| \| 2009 \| Жарко Сольдо \| \| 2009-2010 \| Славенко Кузелєвич \| \| 2011 \| Мілан Будиславлєвич \| \| 2011 \| Данило Бєлиця \| \| 2011 \| Мілан Будиславлєвич \| \| 2011-2012 \| Радивоє Драшкович \| \| 2012 \| Міодраг Раданович \| \| 2012 \| Зоран Янкович \| \| 2013 \| Драган Лакманович \| \| 2013- \| Марко Гутеша \| - Профіль клубу [Архівовано 2 квітня 2016 у Wayback Machine.] на сайті transfermarkt.co.uk - Профіль клубу [Архівовано 29 квітня 2016 у Wayback Machine.] на сайті soccerway.com - Профіль клубу [Архівовано 30 вересня 2016 у Wayback Machine.] на сайті worldfootball.net - Профіль клубу на сайті ogogol.net - Профіль клубу [Архівовано 11 липня 2017 у Wayback Machine.] на сайті futbol24.com |                     |
| Роки | Ім'я                |
| 2006-2007 | Нікола Ракоєвич     |
| 2007 | Петар Курчубич      |
| 2007-2008 | Жарко Сольдо        |
| 2008 | Любинко Друлович    |
| 2008 | Владимир Стевич     |
| 2008 | Саша Ніколич        |
| 2008-2009 | Момчило Райчевич    |
| 2009 | Жарко Сольдо        |
| 2009-2010 | Славенко Кузелєвич  |
| 2011 | Мілан Будиславлєвич |
| 2011 | Данило Бєлиця       |
| 2011 | Мілан Будиславлєвич |
| 2011-2012 | Радивоє Драшкович   |
| 2012 | Міодраг Раданович   |
| 2012 | Зоран Янкович       |
| 2013 | Драган Лакманович   |
| 2013- | Марко Гутеша        |